# The JG's
The JG's（ザ・ジェイジーズ）は1985年から1992年にかけて活動した、日本で最初のリミックス・ユニットである。
活動当時最高峰のデジタル機材であったフェアライトCMIやシンクラヴィア等を用いてHi-NRG系の楽曲をエディットしてリミックスを行っていた。

## メンバー
| 大場次一 | リーダー リミックス |                                                                                     |
| DJ KOO   | リミックス          | TRFでリーダー、DJ、サウンドクリエイター。 タレントとしても活動中                    |
| dj honda | リミックス          | 1992年 DJ Battle World Supremacy 準優勝。 ファッションブランド "h" も展開している。 |

| 三好史     | エンジニア                            | いぬ名義でDJとして活動中。 |
| 鈴木昇治   | プロデューサー                        | |
| 高橋一男   | プロデューサー                        | |
| 浅野ユウジ |                                       | |
| 斉藤成人   | マネジメントプロデューサー            | |
| 火口秀幸   | パフォーマー （ラップ、タップダンス） | タップダンサー、振付師として活動中。 2003年には北野武監督による映画「座頭市」の振付を行う。 2015年には振付師のダンスコンテスト"Legend Tokyo Chapter.5"にて4部門同時受賞。 |

## 来歴
- 1985年に結成
- 1986年にユニット名をThe JG'sに変更して本格的に活動開始
- 1992年頃に活動停止

## ディスコグラフィー

### シングル
- 地球は素敵なサーカス（1990年12月19日）アメリカサーカスCMソング
- SPARK IT UP（1991年11月20日）鈴鹿サーキットCMソング

### アルバム
(NON-STOP MIX)
下記は発売日が早い順とする。
- THAT'S EUROBEAT nonstop mix vol.1（1987年1月25日）
- THAT'S EUROBEAT nonstop mix vol.2（1987年6月25日）
- THAT'S EUROBEAT NONSTOPMIX 1985-1988（1987年6月25日）
- NON-STOP EUROBEAT EXPRESS (1987年12月21日)
- THAT'S EUROBEAT MIXMASTER D.J. BATTLE（1989年12月1日）

(ORIGINAL)
- The JG's（1988年）